# Dim Days of Dolor
Dim Days of Dolor es el octavo álbum de larga duración de la banda de metal gótico noruega Sirenia. Fue lanzado el 11 de noviembre de 2016 a través de Napalm Records.
El 6 de octubre de 2016, se estrenó un video para "The 12th Hour". Fue realizado un video musical  para la canción "Dim Days of Dolor" dirigido por Owe Lingvall y lanzado el 11 de noviembre de 2016.

## Historia
Dim Days of Dolor se compuso a principios de 2016, y grabado entre junio y julio de ese año en el estudio de grabación personal de Morten Veland (Audio Avenue Studios) en Tau, Rogaland. Se realizaron grabaciones adicionales en los estudios Sound Suite en Marsella.
El 5 de julio, Sirenia anunció que su vocalista Ailyn Giménez dejó la banda por "razones personales".  Ella no participó en ninguna de las sesiones de grabación celebradas para este trabajo.
En agosto, el álbum fue mezclado en Hansen Studios en Ribe, Dinamarca. La portada fue creada una vez más por Gyula Havancsák de Hjules Illustration And Design.
El 8 de septiembre, la cantante mezzosoprano francesa Emmanuelle Zoldan fue anunciada oficialmente como la nueva vocalista femenina, una vez terminadas las grabaciones instrumentales y las mezclas.  Más tarde, sus pistas vocales fueron incluidas.
Uno de los aspectos notables es la poca presencia de la voz gutural de Veland, y la menor participación del tradicional coro francés de ópera (The Sirenian Chor) en la mayoría de las canciones,  en comparación a sus álbumes anteriores.

## Lista de canciones
Todas las canciones fueron escritas por Morten Veland.

Todas las canciones escritas y compuestas por Morten Veland. 
| N.º | Título                | Duración |  |
| 1.  | «Goddess of the Sea»  | 4:41     |  |
| 2.  | «Dim Days of Dolor»   | 4:40     |  |
| 3.  | «The 12th Hour»       | 6:37     |  |
| 4.  | «Treasure n' Treason» | 4:54     |  |
| 5.  | «Cloud Nine»          | 5:14     |  |
| 6.  | «Veil of Winter»      | 5:29     |  |
| 7.  | «Ashes to Ashes»      | 4:36     |  |
| 8.  | «Elusive Sun»         | 5:22     |  |
| 9.  | «Playing with Fire»   | 5:05     |  |
| 10. | «Fifth Column»        | 6:02     |  |
| 11. | «Aeon's Embrace»      | 3:55     |  |

### Bonus track
| Bonus track |                                       |                   |          |  |
| N.º         | Título                                | Letras            | Duración |  |
| 12.         | «Aeon's Embrace» (Versión en francés) | Emmanuelle Zoldan | 3:55     |  |

## Créditos

### Sirenia
- Morten Veland: Vocalista masculino, guitarras, voces, bajo, piano, sintetizador, programación, batería
- Emmanuelle Zoldan - Vocalista femenina

### Músicos de sesión
- Joakim Næss - voces masculinas limpias en "Dim Days of Dolor" y "Veil of Winter"
- Damien Surian, Mathieu Landry, Emilie Bernou - The Sirenian Choir

## Producción e ingeniería
- Traducción al francés de "Playing with Fire" y "Aeon's Embrace" de Emmanuelle Zoldan.
- Pre-producidos y grabados en Audio Avenue Studios en Tau, Rogaland, Noruega.
- Grabaciones adicionales en los estudios Sound Suite en Marsella, Provenza-Alpes-Costa Azul, Francia.
- Mezclado y masterizado en Hansen Studios en Ribe, Dinamarca.
- Cubierta, ilustraciones, diseño y la disposición del arte por Gyula Havancsák.
- Fotografía de Andreas Kalvig Anderson, Hervé Brouardelle.

## Posición en listas
| Lista (2016)                         | Máxima posición |
| ------------------------------------ | --------------- |
| Bélgica (Ultratop valona)            | 150             |
| Suiza (Schweizer Hitparade)          | 89              |
| Reino Unido (UK Rock & Metal Albums) | 34              |